# Chris Slade

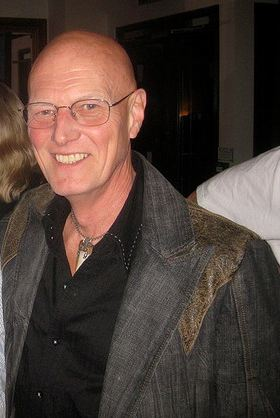
Chris Slade

Chris Slade geboren als Christopher Rees, (Pontypridd (Wales), 30 oktober 1946) is een Britse drummer.
Slade heeft in zijn carrière met veel bands samengewerkt. In de jaren zestig was hij drummer bij Tom Jones, die ook in Pontypridd geboren is. Verder speelde hij in de bands Manfred Mann's Earth Band, Asia, The Firm en AC/DC. Bij AC/DC had hij een drumstel met drie bassdrums. Eén stond er op de grond (zoals normaal) en nog eens twee stonden op standaards aan weerszijden van de drumkruk. Hier sloeg hij op met zijn drumsticks, alsof ze een normale trommel waren. Het mooiste voorbeeld hiervan is te zien in de video voor het nummer Thunderstruck.
Slade vertrok in goed onderling overleg in 1994 bij AC/DC toen drummer Phil Rudd na een afwezigheid van meer dan 10 jaar terugkeerde.
Na zijn vertrek bij AC/DC speelde hij enkele jaren opnieuw bij Asia, tot hij in september 2005 die band verliet. Daarna drumde hij onder meer in een AC/DC-tributeband.
Op 8 februari 2015 bleek Slade te zijn teruggekeerd bij AC/DC als vervanger voor de in problemen geraakte Phil Rudd, toen hij met de groep optrad bij de Grammy Awards. Later die maand werd bekend dat Slade ook actief zal zijn bij de tournee die AC/DC ondernam als promotie voor hun nieuwe album Rock or bust.
Angus Young · Malcolm Young · Cliff Williams · Brian Johnson · Phil Rudd

Bon Scott · Dave Evans · Peter Clack · Rob Bailey · Simon Wright · Chris Slade · Mark Evans
- MusicBrainz: e3d0737a-b011-4d14-948a-81ee0a55f098
- Nationale Bibliotheek van Tsjechië: xx0204877
- Virtual International Authority File: 26147095000825080968